# Tiểu Bộ (kinh)
Tiểu bộ kinh (zh. 小部經, pi. khuddaka-nikāya) là bộ thứ năm của năm Bộ kinh trong Kinh tạng (pi. sutta-piṭaka) văn hệ Pali. Kinh bao gồm 15 phần.

## Kinh Tiểu tụng
Kinh Tiểu tụng (zh. 小頌, pi. khuddaka-pātha): bao gồm quy định về thực hành nghi lễ. 
Gồm 9 kinh và kệ ngắn gọn do Đức Phật thuyết về Tam quy, Thập giới, Các điềm lành, Phật bảo, Lòng từ v.v. cho các đệ tử mới học đạo.

## Kinh Pháp Cú
Kinh Pháp Cú (zh. 法句; pi. dhammapada): gồm 426 câu kệ trong 26 chương về các nguyên lý căn bản đạo Phật, được lưu truyền rộng trong các nước theo Thượng toạ bộ. Gồm 423 bài kệ do Đức Phật thuyết được sắp theo các chủ đề trong 26 phẩm, là tập kinh phổ biến nhất trong các nước theo đạo Phật Nam truyền vì tính cách cô đọng phần cốt tủy của giáo lý qua các bài kệ ngắn gọn làm nền tảng của nếp sống đạo, từ đó nhiều bộ kinh lớn được phát triển về sau.

## Cảm hứng ngữ, Phật tự thuyết
Cảm hứng ngữ, Phật tự thuyết (zh. 自說, pi. udāna): gồm 80 bài giảng của đức Phật. Điểm đặc biệt ở đây là những lời tự nhiên Phật thốt ra dạy, không phải vì được người khác hỏi. Thế nên cũng gọi là Vô vấn tự thuyết. Gồm 80 chuyện gợi niềm cảm hứng để Đức Phật phát biểu những vấn đề hoan hỉ có tính cách giáo dục và khích lệ hội chúng, được chia làm 8 phẩm.

## Kinh Phật thuyết như vậy
Kinh Phật thuyết như vậy (zh. 如是語, "Tôi nghe như vầy"; pi. itivuttaka) gồm các kinh dựa trên hỏi đáp với đức Phật. Gồm 112 kinh chia ra 4 chương theo lối văn xuôi pha lẫn thơ kệ. Tập này cũng trích dẫn những cảm hứng ngữ trang nghiêm của Đức Phật nhưng bắt đầu bằng câu "Đây là điều được Đức Thế Tôn thuyết và tôi nghe như vậy".

## Kinh tập
Kinh tập (zh. 集部經, pi. sutta-nipāta): một trong những kinh điển cổ nhất, đặc biệt có giá trị văn chương cao. Gồm 71 kinh trong 5 chương viết theo thể kệ, miêu tả hoàn cảnh xã hội cổ Ấn Độ và bàn luận những lời dạy đầy tính cách triết học và đạo đức của Đức Phật, cùng lý tưởng trong nếp sống thanh tịnh của các Tỳ kheo.

## Chuyện Thiên cung
Chuyện Thiên cung (zh. 天宮事, pi. vimāṇa-vatthu): kể lại 83 truyền thuyết nêu rõ, có một đời sống phạm hạnh sẽ được sinh vào cõi của chư Thiên (sa., pi. deva). Gồm 85 chuyện chia ra 7 chương, miêu tả mọi cảnh huy hoàng của các lâu đài Thiên giới ở đời sau dành cho những người sống theo chánh đạo và làm thiện sự ở đời này.

## Chuyện Ngạ quỷ
Chuyện Ngạ quỷ (zh. 餓鬼事, pi. peṭa-vatthu): nói về sự tái sinh làm ngạ quỷ sau một cuộc đời nhiều ác nghiệp. Gồm 51 chuyện trong 4 chương miêu tả cảnh giới khổ đau của các loài quỷ do ác nghiệp của chúng tạo ra ở đời này. Cả hai tập chuyện Thiên cung và Ngạ quỷ này nhằm nói lên tương quan giữa Nghiệp và Quả, cùng khích lệ sự tu tập của giới tại gia.

## Trưởng lão Tăng kệ
Trưởng lão Tăng kệ (zh. 長老僧偈, pi. thera-gāthā): ghi lại 107 bài kệ của các vị Thượng toạ (pi. thera). Gồm 1,360 bài thơ kệ do 264 vị Tỷ kheo cảm tác từ đời sống tu tập của chư vị.

## Trưởng lão Ni kệ
Trưởng lão Ni kệ (zh. 長老尼偈, pi. therī-gāthā): gồm 73 bài kệ của các vị ni trưởng lão (pi. therī). Gồm 524 bài kệ do 73 Tỷ kheo ni cảm tác. Cả hai tập thi kệ Theragàthà và Therigàthà được đánh giá là những tác phẩm đẹp nhất trong văn học Ấn Độ vì tính cách mang nặng tình người hòa lẫn thiền vị của các đệ tử Phật. Đây là những khúc hoan ca phản ánh đời sống thanh tịnh của những người tầm cầu giải thoát giác ngộ, chân hạnh phúc.

## Bổn sanh hay Chuyện tiền thân Đức Phật
Bổn sanh hay Chuyện tiền thân Đức Phật (zh. 本生經, pi. jātaka). Gồm 547 chuyện ngắn và dài theo thể văn xuôi xen lẽ thi kệ trong 22 chương, theo thứ tự các bài kệ tăng dần từ chương một với một bài kệ cho đến chương 22, chấm dứt với tiền thân Vessantara nổi tiếng qua cả ngàn bài kệ. Các chuyện tiền thân có mục đích tạo niềm tin vào đạo pháp trong mọi tầng lớp xã hội từ vua chúa, Bà la môn cho đến các giới bình dân cùng khổ. Đối với các học giả, các chuyện tiền thân có tầm quan trọng lịch sử vì chúng được xây dựng trong khung cảnh Ấn Độ cổ đại.

## Nghĩa tích
Nghĩa tích (zh. 義釋, pi. niddesa): luận giải về Tập bộ kinh (pi. suttanipāta), phần thứ 5. Là một luận thư trình bày sự phân tích bình giải các vấn đề giáo lý của tập kinh Sutta Nipata. Sách này gồm hai phần: Đại nghĩa tích và Tiểu nghĩa tích.

## Vô ngại giải đạo
Vô ngại giải đạo (zh. 無礙解道, pi. paṭisambhidā-magga): luận thuyết về vô ngại, theo phương pháp của A-tì-đạt-ma (pi. abhidhamma). Một luận thư trình bày các vấn đề phân tích giáo lý theo hình thức hỏi đáp như trong bộ A Tì Đàm. Hai tập kinh này được đánh giá là các tác phẩm tiền phong của văn học A Tì Đàm và được xem là do Tôn giả Sariputta (Xá Lợi Phất) thuyết giảng và bình luận 32 vấn đề giáo lý trong 3 phẩm.

## Sự nghiệp anh hùng
Sự nghiệp anh hùng (zh. 譬喻, pi. apadāna): kể lại tiền kiếp các vị sư danh tiếng. Kể theo thể thơ kệ cuộc đời Đức Phật và các Thánh đệ tử của Ngài. Tập kinh gồm 4 phần: cuộc đời Đức Phật Gotama (Thích Ca), 41 vị Độc giác Phật, và 559 vị Tỷ kheo và Tỷ kheo ni đã trải qua những cuộc chiến đấu anh hùng cao thượng để đạt cứu cánh giải thoát giác ngộ.

## Phật sử
Phật sử (zh. 佛種性, pi. buddhavaṃsa): truyện thơ kể đời sống 24 đức Phật có trước Phật Thích-ca. Tập kinh theo thể thơ kệ nói về sự tích 24 vị cổ Phật từ Đức Phật Dipankara (Nhiên Đăng) đến Đức Phật Kassapa (Ca Diếp) và phương cách các Đức Phật chuyển Pháp luân. Tất cả đều do Đức Phật Gotama kể lại từ khi Ngài còn là Bồ tát được Đức Phật Dipankara thọ ký cho đến khi Ngài diệt độ trong Niết bàn Vô dư y.

## Sở hạnh tạng
Sở hạnh tạng (所行藏, pi. cariya-piṭaka): kể tiền kiếp đức Phật, trong đó nêu rõ trong các đời sống cũ, Ngài đã đạt mười Ba-la-mật-đa (pi. pāramitā). Gồm 35 chuyện tiền thân Đức Phật được kể theo lời thỉnh cầu của Tôn giả Sariputta, với mục đích nêu rõ ý chí tầm cầu giải thoát với nỗ lực cao độ và sự hy sinh vô thượng mà Bồ tát đã thực hiện qua mười công hạnh Ba la mật (viên mãn) của Ngài.

## Đọc kinh
- Kinh Tiểu Bộ tập 1 dạng epub
- Kinh Tiểu Bộ tập 2
- Kinh Tiểu Bộ tập 3
- Kinh Tiểu Bộ tập 4
- Kinh Tiểu Bộ tập 5